# Hussein Carneil
Hussein Carneil, né le 9 mai 2003 à Mazâr-e Charîf en Afghanistan, est un footballeur suédois qui évolue au poste de milieu offensif à l'IFK Göteborg.

## Biographie

### En club
Né à Mazâr-e Charîf en Afghanistan, Hussein Carneil quitte le pays avec sa famille alors qu'il n'a que trois ans, rejoignant Trollhättan, en Suède. Il commence à jouer au football dans le club local du IFK Trollhättan (en) puis joue pour le Skoftebyns IF avant de rejoindre l'IFK Göteborg, où il termine sa formation.
Il joue son premier match en professionnel le 20 février 2022, à l'occasion d'une rencontre de coupe de Suède face au Landskrona BoIS. Il entre en jeu à la place d'Hosam Aiesh et son équipe l'emporte (2-0 score final),. Le 15 mars 2022, Carneil signe son premier contrat professionnel d'une durée de quatre ans, soit jusqu'en décembre 2025, et est définitivement promu en équipe première.
Il fait ses débuts dans l'Allsvenskan, l'élite du football suédois, le 17 avril 2022, contre le BK Häcken. Il entre en jeu à la place de Tobias Sana et s'impose par deux buts à zéro.

### En sélection
Hussein Carneil joue son premier match avec l'équipe de Suède espoirs le 17 novembre 2022 contre le Danemark. Il entre en jeu à la place de Yasin Ayari et les deux équipes se neutralisent (2-2 score final).